# Isochilus aurantiacus
Isochilus aurantiacus är en orkidéart som beskrevs av Fritz Hamer och Leslie Andrew Garay. Isochilus aurantiacus ingår i släktet Isochilus och familjen orkidéer. Inga underarter finns listade i Catalogue of Life.